# Emmanuel-David Bourgeois
Emmanuel-David Bourgeois (Yverdon-les-Bains, 11 januari 1803 - Grandson, 3 december 1865) was een Zwitsers politicus voor de linkse radicalen uit het kanton Vaud.

## Biografie
Emmanuel-David Bourgeois studeerde filosofie aan de academie van Genève (1820). Van 1836 tot 1847 was hij prefect van het district Grandson. Vervolgens was hij tussen 1849 en 1851 lid van de Grote Raad van Vaud voor de linkse radicalen. In dezelfde periode was hij ook lid van de Kantonsraad. Bij de parlementsverkiezingen van 1851 werd hij verkozen in de Nationale Raad. Hij zou er gedurende één legislatuur zetelen, tot de parlementsverkiezingen van 1854. Op militair vlak was hij aanvoerder van de troepen van het kanton Vaud tijdens de Sonderbund-oorlog in 1847 en had hij in 1856 de leiding over een divisie tijdens de Neuchâtelcrisis.